# Уговица (Удине)
Уговица је насеље у Италији у округу Удине, региону Фурланија-Јулијска крајина.
Према процени из 2011. у насељу је живело 315 становника. Насеље се налази на надморској висини од 773 м.